# 陶海霞
陶海霞（1970年—），江苏泗阳人，汉族，中华人民共和国政治人物、第十一届全国人民代表大会江苏地区代表。
加入中共。担任江苏泗绢集团纺织工人。2008年起担任全国人大代表。